# Осташевська Галина Андріївна
Галина Андріївна Осташевська (29 грудня 1925, за іншими даними — 1923, с. Фрідріхове Волочиського району Кам'янець-Подільської області; — 13 червня 2018, Уфа, Росія) — фронтова медсестра, письменниця, журналістка, Заслужений працівник культури Башкирської АРСР (1980). Єдина з республіканських журналістів, що має срібну медаль ВДНГ.

## Біографічні відомості
Після закінчення 9 класів зі знанням курсів медичних сестер з шкільної програми потрапляє на фронт, ходить у розвідки, витягувала з поля бою поранених, надаючи їм першу медичну допомогу. В танкових частинах брала участь у визволені Польщі, Угорщини, Австрії, Німеччини, в штурмі Берліну.
Після завершення навчання на відділенні журналістики МДУ, за призначенням направлена до Башкортостану. Працювала у видавництві «Китап».
Проживала в Уфі.

## Нагороди
- медаль «За бойові заслуги» (1942)
- Орденом Червоної Зірки
- медаль «За визволення Праги»
- медаль «За перемогу над Німеччиною»
- орден Вітчизняної війни I ступеня
- вдячною грамотою Командуючого військами I Українського фронту Маршала Радянського Союзу І. Конєва.

## Книги
- «Шла на фронт девчонка…» (автобіографічна книга)[3].
- «Долгий путь к победе», 2010[4].